# Петров, Андрей Иванович
Петров Андрей Иванович (1902, шахта Шмидт близ Макеевкой слободы — 1973, Таллин) — начальник 3-го управления Народного комиссариата Военно-морского флота СССР, дивизионный комиссар (лишен звания в 1942 году), полковник, участник Великой Отечественной войны.

## Биография
Родился близ Макеевкой слободы (ныне город Макеевка) в шахтерской семье. Русский.
Образование среднее. Окончил 2-классную церковно-приходскую школу (1916), вечернюю среднюю школу во Владивостоке (1934), с октября 1921 по апрель 1922 года обучался на педагогических курсах в г. Таганроге.
С ноября 1916 по апрель 1919 года был чернорабочим на шахтах Шмидта. С апреля 1919 по март 1921 года служил в РККА красноармейцем 406-го стрелкового полка 46-й дивизии Южного фронта. С марта по октябрь 1921 года — секретарь комитета неимущих крестьян в селе Алексеевка Матвеево-Курганского района, с апреля по ноябрь 1922 года — секретарь партийной ячейки села Алексеевка, с ноября 1922 по январь 1924 года — заместитель председателя РИК села Матвеев-Курган Северо-Кавказского края. С января 1924 по май 1925 года — снова в РККА: красноармеец кавказского эскадрона 3-й кавалерийской дивизии (город Евпатория).

### В органах государственной безопасности
В органах госбезопасности с 1925 года. Уполномоченный ГПУ города Симферополь (май 1925 — июль 1928); уполномоченный ГПУ города Севастополь (июль 1928 — ноябрь 1933). В 1933—1934 годах учился в Центральной Школе ОГПУ-НКВД в Москве. С ноября 1934 по май 1937 — начальник отделения НКВД Владивостока. В 1937—1938 годах — начальник отделения 5 отдела ГУГБ НКВД СССР.
С января 1939 года — начальник 10-го отделения (оперативное обеспечение НКВМФ) 4-го (Особого) отдела ГУГБ НКВД СССР, капитан госбезопасности (08.01.39), с апреля 1940 года — зам. начальника 4-го отдела ГУГБ НКВД СССР. С 8.02.1941 по 10.01.1942 — начальник 3-го Управления НКВМФ СССР (Контрразведка, Особые отделы). Майор госбезопасности, с весны 1941 года — дивизионный комиссар.
15 мая 1942 года арестован НКВД СССР по обвинению в том, что, «будучи начальником 3-го Управления НКВМФ, преступно-халатно относился к выполнению своих обязанностей, не контролировал и не руководил оперативной работой, допустил преступную практику применения извращенных методов в следствии (избиение арестованных, вымогательство вымышленных показаний) и искусственное заведение дел об антисоветских организациях».
Постановлением Особого совещания при НКВД СССР от 13 января 1943 года на основании статьи 193-17 (п. «а») УК РСФСР заключен в исправительно-трудовой лагерь сроком на три года (с использованием на административно=хозяйственной работе в системе ГУЛАГ НКВД СССР). В заключении находился в городе Кыштым Челябинской области с мая 1942 по октябрь 1943 года. Постановлением ОСО НКВД СССР от 18 сентября 1943 года срок наказания снижен до отбытого.

### В ВМФ СССР
С октября 1943 по январь 1944 г. находился в распоряжении Наркомата ВМФ (г. Москва). С января по сентябрь 1944 года — комиссар 16-й авиабазы ВВС Северного флота. Подполковник. Награждён орденом Красного Знамени за выслугу лет (1944) и Отечественной войны 2 степени (1945). Из представления к награждению:
«За это время [01.01.1944 — 31.07.1944] засыпано около 100 воронок от снарядов и бомб. Подбитые экипажи летных частей после налетов на конвои противника производили посадку на аэродроме Пумманки. За это время личным составом базы спасено 5 горящих экипажей самолётов. Боевая техника и имущество во время налетов авиации противника и артобстрела не пострадала, ибо рассредоточена, маскировка их проведена хорошо. Помимо сухопутного аэродрома авиабаза обслуживала бесперебойно прилетающие морские самолёты. Хранение, учёт и отчетность всех видов имущества было поставлено правильно».
С сентября 1944 по март 1945 года обучался на Высших офицерских курсах ВМФ. С марта 1945 по май 1947 года — начальник отдела инспекции управления тыла Главного управления ВВС ВМФ, с мая 1947 по январь 1953 года — начальник отдела устройства тыла управления тыла ВВС 8 ВМФ, с января по сентябрь 1953 года — преподаватель кафедры службы тыла Высших офицерских летно-практических курсов ВМС.
В 1947 году награждён орденом Ленина (по выслуге лет).
С сентября 1953 года — на пенсии, проживал в Таллине.

## Звания
- лейтенант ГБ (27.06.36);
- старший лейтенант ГБ (25.07.38);
- капитан ГБ (08.01.39);
- дивизионный комиссар (1941);
- подполковник (?)
- полковник.

## Награды
- орден Ленина
- орден Красного Знамени
- орден Отечественной войны II степени
- медаль «За Отвагу» (Указ Президиума ВС СССР от 26.04.1940)[3]
- Медаль «ХХ лет РККА»
- Медаль «За оборону Советского Заполярья»
- Медаль «За победу над Германией»
- Медаль «За победу над Японией»